# Gösta Björkenheim
Gustaf "Gösta" Adolf Alfons Björkenheim, född 26 juli 1866 i Tusby, död 28 april 1918 i Koria, var en finländsk industriman. Han var brorson till Adolf Edvard Björkenheim och bror till Hia Björkenheim.
Björkenheim blev efter studieår hos handelshuset Hackman & Co i Viborg samt utomlands 1893 direktör i Kaukasbolaget, ordförande i styrelsen för Kymmene Ab, ett av Finlands största industribolag, 1908 och 1912 företagets VD. 1907 erhöll han kommerseråds titel. Björkeheim var en av de främsta inom Finlands trävaruindustri. Inom Kaukasbolaget lyckades han efter konjunkturnedgångar få bolaget på fötter, innan han under finska inbördeskriget sköts av röda trupper.